# Dave Lee
Dave Lee (Cardiff, 30 november 1956) is een professioneel darter uit Wales.
Lee bereikte meermaals de laatste 16 in het World Professional Darts Championship. In 1983 verloor hij van Eric Bristow. In 1986 verloor hij van Terry O'Dea en in 1987 verloor hij van John Lowe.
Lee won de titel in het News of the World Darts Championship in 1985.

## Resultaten op wereldkampioenschappen

### BDO
- 1983: Laatste 16: (verloren van Eric Bristow)
- 1985: Laatste 32: (verloren van Luc Marreel)
- 1986: Laatste 16: (verloren van Terry O'Dea)
- 1987: Laatste 16: (verloren van John Lowe)

### WDF
- 1985: Laatste 16: (verloren van Danny Cunningham)